# 海鱨
海鱨為輻鰭魚綱鯰形目海鯰科的其中一種，分布墨西哥灣及加勒比海半鹹水水域、海域，棲息深度可達50公尺，體長可達69公分，棲息在沿海、河口區，底棲性魚類，屬肉食性，以小魚、無脊椎動物為食，背鰭及胸鰭具有毒棘，可做為食用魚及遊釣魚。

## 擴展閱讀
維基物種上的相關：海鱨
1. ↑  Chao, L.; Vega-Cendejas, M.; Tolan, J.; Jelks, H.; Espinosa-Perez, H. . The IUCN Red List of Threatened Species. 2015, 2015: e.T196806A2476570  [19 November 2021]. doi:10.2305/IUCN.UK.2015-2.RLTS.T196806A2476570.en .